# ISO 3166-2:MN

Provinzen (Aimags) und Hauptstadt der Mongolei

Die Liste der ISO-3166-2-Codes für die Mongolei enthält die Codes für die 21 Provinzen (Aimags) und die Hauptstadt.

Die Codes bestehen aus zwei Teilen, die durch einen Bindestrich voneinander getrennt sind. Der erste Teil gibt den Landescode gemäß ISO 3166-1 (für die Mongolei MN), der zweite den Code für den Aimag wieder.
Die aktuellen Codes stehen auf der Seite der ISO unter #iso:code:3166:MN zur Verfügung.

| Aimag                  | Code   |
| ---------------------- | ------ |
| Archangai              | MN-073 |
| Bajan-Ölgii            | MN-071 |
| Bajanchongor           | MN-069 |
| Bulgan                 | MN-067 |
| Chentii                | MN-039 |
| Chowd                  | MN-043 |
| Chöwsgöl               | MN-041 |
| Darchan-Uul            | MN-037 |
| Dorno-Gobi             | MN-063 |
| Dornod                 | MN-061 |
| Dsawchan               | MN-057 |
| Dund-Gobi              | MN-059 |
| Gobi-Altai             | MN-065 |
| Gobi-Sümber            | MN-064 |
| Orchon                 | MN-035 |
| Ömnö-Gobi              | MN-053 |
| Öwörchangai            | MN-055 |
| Selenge                | MN-049 |
| Süchbaatar             | MN-051 |
| Töw                    | MN-047 |
| Hauptstadt Ulaanbaatar | MN-1   |
| Uws                    | MN-046 |